# سونر شنتورك
سونر شنتورك (بالتركية: Soner Şentürk)‏ مواليد 7 أغسطس 1986 في إسطنبول، تركيا، هو لاعب كرة سلة تركي. بدأ مسيرته الاحترافية في سنة 2002. يلعب مع نادي كارشياكا لكرة السلة كلاعب هجوم خلفي. يحمل الرقم 34. يبلغ طوله 6 قدم 4 بوصة (1.9 م).

## المسيرة الاحترافية
لعب مع نادي داروشافاكا لكرة السلة من سنة 2002 إلى 2009، ثم لعب مع تورك تيليكوم في الدوري التركي في موسم 2009–2010، ثم لعب مع إردميرسبور في موسم 2011–2012، ثم لعب مع نادي كارشياكا لكرة السلة في سنة 2012.

## روابط خارجية
- سونر شنتورك على موقع الدوري الأوروبي لكرة السلة (الإنجليزية)
- سونر شنتورك على موقع كرة السلة الأوروبية.كوم (الإنجليزية)
- سونر شنتورك على موقع ريلجم (الإنجليزية)
- سونر شنتورك على موقع بروبوليرز (الإنجليزية)
- سونر شنتورك على موقع سبورتس رفرنس (الإنجليزية)